# Phyllocycla signata
Phyllocycla signata är en trollsländeart som först beskrevs av Hagen in Selys 1854.  Phyllocycla signata ingår i släktet Phyllocycla och familjen flodtrollsländor. Inga underarter finns listade i Catalogue of Life.